# Marina D'Amato
Marina D'Amato (Roma, 12 marzo 1950) è una sociologa italiana.
Professoressa presso la facoltà di scienze della formazione dell'Università degli Studi Roma Tre, collabora e insegna in molte università estere, tra le quali la Paris V: René Descartes e alla Paris VIII: Vincennes. Si deve a lei l'introduzione in Italia dell'insegnamento di Sociologia dell'Infanzia nonché la compilazione della voce "Immaginario" all'interno dell'Enciclopedia Italiana Treccani “Tematiche del Terzo Millennio”.

## Biografia

### Formazione
Nel 1973 si laurea con il massimo dei voti presso la facoltà di filosofia della Sapienza - Università di Roma con una tesi in Sociologia, dal titolo "Il concetto di potere politico nel pensiero di H.D. Lasswell", relatore Franco Ferrarotti. Nel 1974 viene ammessa alla Scuola di perfezionamento in scienze morali e sociali presso la Facoltà di Filosofia dell’Università La Sapienza di Roma e dal 1975 al 1978 perfeziona i suoi studi presso l'École pratique des hautes études (DEA) di Parigi elaborando la tesi con Raymond Aron. In seguito è visiting fellow presso la New York University e l'International Social Science Institute and Sociology di Edimburgo. Attualmente è professore ordinario di Sociologia generale e Sociologia dell'educazione e dell'infanzia presso il Dipartimento di Scienze della Formazione di Roma Tre ed è docente alla Sorbona di Parigi (dal 2003, all'Università di Paris VIII Vincennes, dal 2005 all'Università di Paris V: René Descartes e, dal 2008, all'Università di Paris III: Sorbonne Nouvelle).

### Carriera accademica
È stata borsista del CNR, professore incaricato, ricercatrice (Sapienza Università di Roma), professore associato nella facoltà di Lettere dell'Università degli Studi di Palermo. Dal 1992 al 1996 ha insegnato all'Università degli Studi di Napoli Federico II ed è stata dal 1987 al 1998 docente di Sociologia generale, presso l'Istituto Superiore per le Industrie Artistiche di Roma. Dal 2001, è professore ordinario all'Università degli Studi Roma Tre.
Ha tenuto corsi, seminari e condotto ricerche presso le seguenti istituzioni: Università di Montréal, New York University, Università Nazionale Autonoma del Messico, Columbia University, Università di Amsterdam, Università Cattolica di Lovanio, Université Libre de Bruxelles, Università Ludwig Maximilian, Università di Friburgo, Università di Losanna, Università di Lettonia, Università di Tallinn, Università di Vilnius, Università di Stoccolma, Università di Helsinki, Università Statale di Mosca, Università Statale della Moldavia, Università di Odessa, Università di Bucarest, Università di Budapest, Università di Dubrovnik, Università Aristotele di Salonicco, Università Nazionale Capodistriana di Atene, Università di Istanbul, Università di Tblisi, Università di Pechino, Università di Hong Kong, Università di Delhi, Università Imperiale di Tokyo, Università di Nagoya, Università della California, Università di San Francisco, Università di Tunisi, Università Mohammed V, Università del Cairo.
Collabora con istituti nazionali e centri internazionali sui temi della comunicazione, delle politiche culturali e delle relazioni sociali. Dal 1998, a più riprese, membro del Direttivo dell’AILSF, coordinando il gruppo di lavoro Recits, fiction et societé (GT12). Membro del Consiglio direttivo della Fondazione Collodi. 
Ha diretto l’Ufficio Minori della Presidenza del Consiglio (1993-1994); l’Osservatorio Nazionale su Infanzia e Adolescenza degli Istituti degli Innocenti, è stata membro della Commissione UNESCO per l'integrazione sociale e per i beni immateriali; membro del Consiglio Nazionale degli Utenti (1990-2008)
Dal 1994, è giornalista pubblicista (la Repubblica, La Stampa, Il Tirreno e L'Osservatore Romano).

## Pubblicazioni
- Introduzione alla sociologia. Nuova enciclopedia dei ragazzi, Mondadori, Verona, 1979;
- Lo schermo incantato. La tv dei ragazzi in Italia, Editori Riuniti, Roma, 1988;
- Per amore per gioco per forza - televisione dei bambini e dei ragazzi storia e analisi, ERI, Torino, 1988;
- La politica della differenza, FrancoAngeli, Roma, 1990;
- Lo schermo incantato, Editori Riuniti, Roma 1993;
- Infanzia e pregiudizio. I bambini come li vediamo, ed. ERI, Torino 1993;
- Geosophia. Bibliografia interattiva sui temi ambientali, Sistemform, Roma, 1996;
- Bambini e tv, Il Saggiatore, Milano, 1997;
- I teleroi, Editori Riuniti, Roma, 1999;
- La TV dei ragazzi, ERI,  Torino, 2002;
- Bambini Multimediali, Istituto degli Innocenti, Firenze, 2006;
- Childhood and Society, Lulu, New York, 2006;
- L'idea di sport: tra antagonismo e narcisismo, Ed. ACEgasAps, Trieste, 2006
- In bocca al lupo. La pubblicità e i comportamenti alimentari dei ragazzi, Ed. ANCC-Coop, Bologna, 2007
- Telefantasie. Nuovi paradigmi dell'immaginario, Franco Angeli, Milano, 2007;
- Per un'idea di bambini, Armando 2008;
- Telefantasie. La mondialisation de l'immaginaire, La presse de l'Université Laval, 2009;
- Immaginario e satanismo, nuovi percorsi di identità giovanili, Universitaria, Roma, 2009;
- Finzione e mondi possibili, Universitaria, Roma, 2012;
- Musei e identità sociale, Le Lettere, Roma, 2012;
- Ci siamo persi i bambini. Perché l'infanzia scompare, Editori Laterza, Roma, 2014;
- Ragioni e sentimenti, RomaTrE-Press, Roma 2016.
- Paternità. Nuovi padri in bilico tra alleanze e complicità, Armando Editore, Roma, 2021